# خورشیدگرفتگی ۲۵ فوریه ۱۹۱۴
خورشیدگرفتگی ۲۵ فوریه ۱۹۱۴ (به انگلیسی: Solar eclipse of February 25, 1914) یک خورشیدگرفتگی از نوع خورشیدگرفتگی حلقه‌ای است. این خورشیدگرفتگی در تاریخ ۲۵ فوریهٔ ۱۹۱۴ میلادی (‎۶ اسفند ۱۲۹۲ خورشیدی) روی داد که زمان اوج آن، ساعت ۰:۱۳:۰۱ به‌وقت ساعت هماهنگ جهانی بوده‌است. مدت زمان و طول این خورشیدگرفتگی ۵ دقیقه و ۳۵ ثانیه بود.